# Освальдо Субельдія
Освальдо Субельдія (ісп. Osvaldo Zubeldía, 24 червня 1927, Хунін — 17 січня 1982, Медельїн) — аргентинський футболіст, що грав на позиції нападника. По завершенні ігрової кар'єри — тренер.
Виступав, зокрема, за клуб «Велес Сарсфілд».
Дворазовий чемпіон Аргентини. Триразовий володар Кубка Лібертадорес. Володар Міжконтинентального кубка.

## Ігрова кар'єра
У дорослому футболі дебютував 1949 року виступами за команду клубу «Велес Сарсфілд», в якій провів шість сезонів. 
Згодом з 1956 по 1959 рік грав у складі команд клубів «Бока Хуніорс» та «Атланта».
Завершив професійну ігрову кар'єру у клубі «Банфілд», за команду якого виступав протягом 1960 року.

## Кар'єра тренера
Розпочав тренерську кар'єру невдовзі по завершенні кар'єри гравця, 1961 року, очоливши тренерський штаб клубу «Атланта».
У 1965 році став головним тренером команди «Естудьянтес», тренував команду з Ла Плати п'ять років, протягом яких тричі приводив її до перемоги в Кубку Лібертадорес, а також тріумфував у розіграші Міжконтинентального кубку 1968 року.
Паралельно протягом частини 1965 року очолював національну збірну Аргентини.
У 1974 році прийняв пропозицію попрацювати у клубі «Сан-Лоренсо», а наступного року тренував «Расинг» (Авельянеда).
Останнім місцем тренерської роботи був колумбійський «Атлетіко Насьйональ», головним тренером команди якого Освальдо Субельдія був з 1976 до соєї смерті  17 січня 1982 року у Медельїні.

## Титули і досягнення
- Чемпіон Аргентини (2):

«Естудьянтес»: Metropolitano 1967
«Сан-Лоренсо»: Nacional 1974
- Чемпіон Колумбії (2):
- Володар Кубка Лібертадорес (3):

«Естудьянтес»: 1968, 1969, 1970
- Володар Міжконтинентального кубка (1):

«Естудьянтес»: 1968